# Yli-Kuittasjärvi
Yli-Kuittasjärvi är en sjö i Övertorneå kommun i Norrbotten och ingår i Torneälvens huvudavrinningsområde. Sjön har en area på 1,7 kvadratkilometer och ligger 76,3 meter över havet. Yli-Kuittasjärvi ligger i Torne och Kalix älvsystem Natura 2000-område. Sjön avvattnas av vattendraget Ylijoki.

## Delavrinningsområde
Yli-Kuittasjärvi ingår i det delavrinningsområde (742433-185301) som SMHI kallar för Utloppet av Yli-Kuittasjärvi. Medelhöjden är 100 meter över havet och ytan är 8,53 kvadratkilometer. Det finns ett avrinningsområde uppströms, och räknas det in blir den ackumulerade arean 46,37 kvadratkilometer. Ylijoki som avvattnar avrinningsområdet har biflödesordning 3, vilket innebär att vattnet flödar genom totalt 3 vattendrag innan det når havet efter 124 kilometer. Avrinningsområdet består mestadels av skog (67 procent). Avrinningsområdet har 1,64 kvadratkilometer vattenytor vilket ger det en sjöprocent på 19,2 procent.